# سید حسین موسوی
سید حسین موسوی (زاده 23 حوت 1379 در بامیان) بازیکن فوتسال اهل افعانستان است. موسوی در دوران نوجوانی به عضویت در تیم ملی فوتسال زیر ۲۰ سال افغانستان درآمد. او سابقهٔ حضور در لیگ‌های برترلبنان، افغانستان، ایران و عربستان را نیز در کارنامهٔ ورزشی خود دارد. وی فعالیت حرفه‌ای خود را در لیگ فوتسال لبنان آغاز کرد و در حال حاضر در تیم فوتسال الطائی عربستان حضور دارد.

## زندگی شخصی
سید حسین موسوی زاده ۲۳ اسفند ماه ۱۳۷۹ در شهر مشهد است. موسوی از تبار افغانستان است و ساکن ایران می‌باشد.

## فعالیت ورزشی باشگاهی
آغاز فعالیت باشگاهی سید حسین موسوی به عضویت در تیم موعود پیرادل مشهد در سال ۱۳۹۶ بازمی‌گردد. سپس در سال ۱۳۹۸ به تیم الغبیری بیروت در لبنان پیوست. در سال ۱۴۰۱ با تیم چیپس کامل مشهد قرارداد بست (این تیم به باشگاه رکن آذین خاورمیانه مشهد تغییر نام داده است)، اواخر سال ۱۴۰۱ به تیم صداقت کابل در لیگ برتر افغانستان پیوست و با این تیم موفق به کسب قهرمانی لیگ شد. در سال ۱۴۰۲ به عضویت تیم فوتسال ایرالکو اراک، حاضر در لیگ برتر فوتسال ایران درآمد. در حال حاضر نیز بازیکن باشگاه الطائی عربستان در لیگ عربستان می‌باشد.

## افتخارات باشگاهی
- قهرمانی لیگ برتر جوانان استان خراسان رضوی با تیم فوتسال موعود روشناوند گناباد.

## فعالیت ورزشی ملی
سید حسین موسوی با پیوستن به تیم ملی فوتسال زیر ۲۰ سال افغانستان در سال ۱۳۹۷، نقش بارزی در صعود این تیم به دور نهایی جام ملت‌های زیر ۲۰ سال آسیا ایفا کرد. در سال ۱۳۹۸ با تیم ملی زیر ۲۰ سال، موفق به کسب نایب قهرمانی در مسابقات جام ملت‌های زیر ۲۰ سال آسیا گردید.

## افتخارات ملی
- نایب قهرمانی مسابقات جام ملت‌های فوتسال زیر ۲۰ سال آسیا تبریز ۲۰۱۹
- دومین گلزن برتر مسابقات جام ملت‌های فوتسال زیر ۲۰ سال آسیا تبریز ۲۰۱۹
- نایب قهرمانی جام ملت‌های مرکز آسیا (کافا) تاجیکستان ۲۰۲۳؛
- مقام سوم جام بین قاره‌ای تایلند ۲۰۲۳